# 1950 en littérature de science-fiction
En 1950 la littérature de science-fiction a été marquée par les événements suivants.

## Romans
- Cailloux dans le ciel (Pebble in the Sky) d'Isaac Asimov
- Le Premier Fulgur d'Edward Elmer Smith

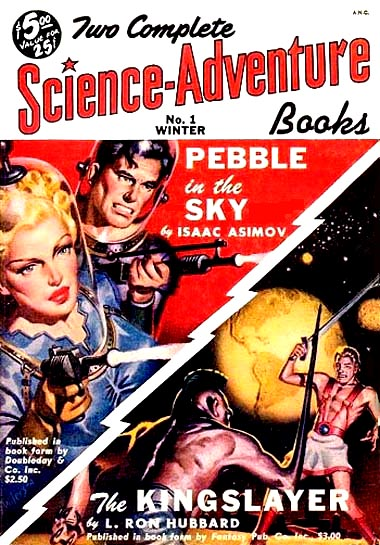
Numéro de l'hiver 1950 de Two Complete Science Adventure Books, publiant Pebble in the Sky.

- Dans le torrent des siècles de Clifford D. Simak
- Pommiers dans le ciel de Robert Heinlein

## Recueils de nouvelles ou anthologies
- Les Robots d'Isaac Asimov
- Chroniques martiennes de Ray Bradbury

## Nouvelles
- Flotte de vengeance de Fredric Brown
- Pour servir l'homme de Damon Knight